# Gavin Newsom
Gavin Christopher Newsom (San Francisco, 10 ottobre 1967) è un politico statunitense, 40º governatore della California dal 7 gennaio 2019 ed in precedenza vicegovernatore dello stesso stato dal 2011 al 2019.
Membro del Partito Democratico, Newsom è stato anche sindaco di San Francisco dal 2004 al 2011.

## Biografia
Newsom nasce a San Francisco da Tessa Thomas (nata Menzies) e William Alfred Newsom III, un giudice della corte d'appello statale e avvocato di Getty Oil. Uno dei bisnonni materni di Newsom, lo scozzese Thomas Addis, fu uno scienziato pioniere nel campo della nefrologia e professore di medicina alla Stanford University. Suo padre era un amante delle lontre e la famiglia ne aveva una come animale domestico. I suoi genitori divorziarono nel 1972 quando Newsom aveva solo 5 anni e all'età di 10 anni si trasferisce insieme alla madre e alla sorella nella vicina contea di Marin. La madre morì nel 2002 per un cancro al seno. 
Ha frequentato dalla terza alla quinta elementare l'École Notre Dame des Victoires, una scuola bilingue franco-americana dove è stato inserito in corsi di lettura correttiva. Si è poi diplomato alla Redwood High School nel 1985. Al liceo, ha giocato a basket e baseball con ottimi risultati, finendo anche sulla copertina del Marin Independent Journal. Durante il liceo Newsom ha svolto diversi lavori per aiutare a sostenere la famiglia. 
Newsom ha anche frequentato, con una borsa di studio parziale per il baseball, l'Università di Santa Clara, dove nel 1989 si è laureato in scienze politiche. Dopo circa due anni di università ha dovuto smettere di giocare a baseball a seguito di una grave slogatura. Ha riflettuto profondamente sulla sua educazione, attribuendo all'approccio gesuita di Santa Clara il merito di averlo aiutato a diventare un pensatore indipendente che mette in discussione l'ortodossia. Durante gli anni universitari Newsom trascorse un semestre di studio a Roma.

### Carriera aziendale
Insieme ad alcuni amici-investitori, Newsom creò il 14 maggio 1991 la società PlumpJack Associates LP. Il gruppo fondò la PlumpJack Winery nel 1992 con l'aiuto finanziario dell'amico di famiglia Gordon Getty. PlumpJack era il nome di un'opera scritta da Getty, che investì in 10 delle 11 attività di Newsom. Getty ha detto al San Francisco Chronicle di aver trattato Newsom come un figlio e di aver investito nella sua prima impresa commerciale grazie a quel rapporto. Secondo Getty, gli investimenti aziendali successivi furono dovuti "al successo dei primi".
Una delle prime interazioni di Newsom con il governo si è verificata quando Newsom si è opposto alla richiesta del Dipartimento di sanità pubblica di San Francisco di installare un lavandino nella sua enoteca PlumpJack. Il Dipartimento della Salute ha sostenuto che il vino era un alimento e ha richiesto di installare un lavandino da 27.000 dollari nell'enoteca con moquette sulla base del fatto che c'era bisogno di un lavandino per gli spazzoloni. Quando in seguito Newsom fu nominato supervisore, disse al San Francisco Examiner: "Questo è il tipo di disagio burocratico su cui dovrò lavorare".
L'azienda è cresciuta fino a diventare un'impresa con più di 700 dipendenti. Il PlumpJack Cafe Partners LP ha aperto il PlumpJack Café, sempre in Fillmore Street, nel 1993. Tra il 1993 e il 2000, Newsom e i suoi investitori hanno aperto diverse altre attività che includevano il PlumpJack Squaw Valley Inn with a PlumpJack Café (1994), un'azienda vinicola nella Napa Valley (1995), il Balboa Café Bar and Grill (1995), il PlumpJack Development Fund LP (1996), il MatrixFillmore Bar (1998), il negozio PlumpJack Wines, filiale di Noe Valley (1999), abbigliamento al dettaglio PlumpJackSport (2000) e un secondo Balboa Café a Squaw Valley (2000). Gli investimenti di Newsom includevano cinque ristoranti e due negozi di abbigliamento al dettaglio. Il reddito annuo di Newsom è stato superiore a 429.000 dollari dal 1996 al 2001. Nel 2002, le sue partecipazioni aziendali erano valutate a più di 6,9 milioni di dollari. Newsom ha dato un buono regalo mensile di 50 dollari ai dipendenti PlumpJack le cui idee imprenditoriali hanno fallito, perché a suo avviso "non può esserci successo senza fallimento".
Newsom vendette la sua quota delle sue attività a San Francisco quando divenne sindaco nel 2004. Mantenne la sua proprietà nelle società PlumpJack fuori San Francisco, tra cui la PlumpJack Winery a Oakville, in California, la nuova Cade Winery di proprietà di PlumpJack ad Angwin, in California, e la PlumpJack Squaw Valley Inn. È il presidente di Airelle Wines Inc., collegata alla PlumpJack Winery nella contea di Napa. Newsom ha guadagnato tra 141.000 e 251.000 dollari nel 2007 dai suoi interessi commerciali. Nel febbraio 2006, ha pagato 2.350.000 dollari per la sua residenza nel quartiere di Russian Hill, che ha messo sul mercato nell'aprile 2009 per 3.000.000 di dollari.
Al momento del crollo della Silicon Valley Bank nel marzo 2023, è emerso che almeno tre delle aziende vinicole di Newsom, PlumpJack, Cade e Odette, erano clienti della Silicon Valley Bank.

## Carriera politica

### Sindaco di San Francisco (2004-2011)
Nel 2003 si dà alla politica e si candida a sindaco di San Francisco venendo eletto. Nelle elezioni 2007, viene rieletto sindaco ponendolo molto in vista per una carriera statale.

### Vicegovernatore della California (2011-2019)
Newsom viene proposto nel 2010 come candidato vicegovernatore della California per il Partito Democratico dal candidato governatore Jerry Brown. Alle elezioni governatoriali del 2 novembre 2010 Brown viene eletto Governatore, confermando dunque Newsom nelle vesti di vicegovernatore.
Newsom viene eletto come Vicegovernatore anche nelle elezioni del 2014.

### Governatore della California (2019-)
Nel 2018, alla scadenza del mandato di Brown, si candida a Governatore della California, venendo eletto con il 61,9% dei voti battendo lo sfidante repubblicano John H. Cox. Newsom si è insediato nelle vesti di governatore della California il 7 gennaio 2019.
Durante la pandemia di COVID-19 che ha iniziato a diffondersi agli inizi del 2020, Newsom fu al centro di numerose polemiche per come ha gestito l'emergenza nel proprio Stato, cosa che ha spinto molti a lanciare una petizione per chiedere una recall election, che si svolse il 14 settembre 2021, in cui alla fine il 61,8% degli elettori votò contro la rimozione dal suo incarico.
Newsom è stato eletto per un secondo mandato nelle elezioni del 2022.

## Vita privata

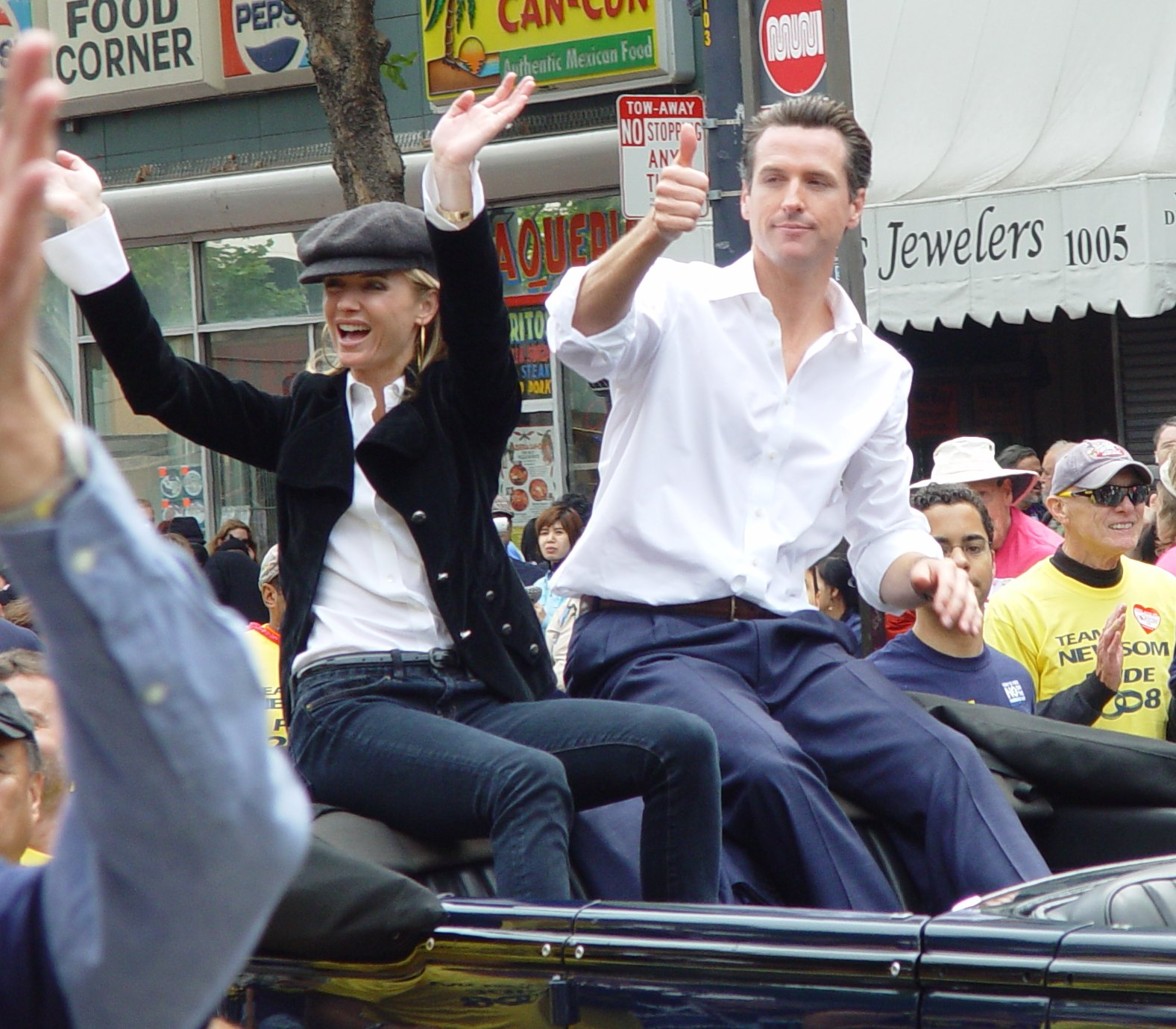
Newsom e Jennifer Siebel alla parata del San Francisco Pride del 2008

Cresciuto nella fede cattolica, nel 2008 si descrisse come un "ribelle cattolico irlandese ... per certi aspetti, ma che nutre ancora un'enorme ammirazione per la Chiesa e una fede molto forte"; interrogato sullo stato della Chiesa cattolica, ha risposto che è in crisi. Ha detto che rimane con la Chiesa a causa del suo "forte legame con uno scopo più grande e con una sorta di essere superiore". Newsom si identifica come un cattolico praticante, affermando di avere un "forte senso di fede che è perenne, giorno dopo giorno". È il padrino del designer e modello Nats Getty.
Nel dicembre 2001, Newsom si è sposato con Kimberly Guilfoyle, ex procuratrice di San Francisco e commentatrice legale per Court TV, CNN e MSNB. Si sposarono nella chiesa cattolica di Sant'Ignazio nel campus dell'Università di San Francisco, dove Guilfoyle aveva frequentato la facoltà di giurisprudenza. La coppia è apparsa nel numero di settembre 2004 di Harper's Bazaar, fotografata nella Getty Villa con la didascalia "i Nuovi Kennedy". Hanno chiesto congiuntamente il divorzio nel gennaio 2005, citando "difficoltà dovute alle loro carriere su coste opposte". Il loro divorzio è stato finalizzato il 28 febbraio 2006. Guilfoyle ha ottenuto popolarità nel 2011 tramite uno show in chat su Fox News. Successivamente è stata nominata consigliere senior del presidente repubblicano Donald Trump, scelta che Newsom ha ampiamente criticato.
Nel settembre 2006, Newsom, allora 38enne, uscì brevemente con la diciannovenne Brittanie Mountz, modella e hostess di ristorante.
Il 31 gennaio 2007, l'amico intimo di Newsom, responsabile della campagna ed ex capo dello staff, Alex Tourk, ha affrontato Newsom dopo aver appreso da sua moglie, Ruby Rippey-Tourk, che lei e Newsom avevano una relazione nel 2005, quando lei era la segretaria degli appuntamenti di Newsom. Tourk si dimise immediatamente. Newsom ha ammesso la relazione il giorno successivo e si è scusato con il pubblico, dicendo che era "profondamente dispiaciuto" per il suo "errore personale di giudizio". Nel 2018, Rippey-Tourk ha affermato di ritenere sbagliato associare il comportamento di Newsom al movimento #MeToo: "Ero una subordinata, ma ero anche una donna sposata e madre adulta di 33 anni e dal pensiero libero... Voglio assicurarmi che il movimento #metoo sia riservato ai casi e alle situazioni che lo meritano".
Newsom ha iniziato a frequentare la regista Jennifer Siebel nell'ottobre 2006. Ha annunciato che avrebbe cercato un trattamento per il disturbo da uso di alcol nel febbraio 2007. La coppia si è fidanzata nel dicembre 2007, e si è sposata a Stevensville, Montana, nel luglio 2008. Hanno quattro figli.
Newsom e la sua famiglia si sono trasferiti da San Francisco in una casa acquistata a Kentfield, nella contea di Marin, nel 2012.
Dopo la sua elezione a governatore, Newsom e la sua famiglia si trasferirono nella residenza del governatore della California nel centro di Sacramento e successivamente si stabilirono a Fair Oaks. Nel maggio 2019, The Sacramento Bee ha riferito che l'acquisto da 3,7 milioni di dollari di una casa di 12.000 piedi quadrati a Fair Oaks da parte di Newsom è stata classificata la residenza privata più costosa venduta nella regione di Sacramento dall'inizio dell'anno.
La zia di Newsom era sposata con Ron Pelosi, il cognato della Speaker della Camera dei rappresentanti degli Stati Uniti Nancy Pelosi.